# Michel Delaporte
Pour les articles homonymes, voir Delaporte.
Pierre Michel Delaporte (Paris, 5 septembre 1806 - Paris 6e, 29 novembre 1872) est un auteur dramatique, lithographe et caricaturiste français. 

## Biographie
Michel Delaporte fait sa scolarité à Amiens et devient en 1824 élève du peintre néoclassique Jean-Baptiste Regnault. Dès 1827, il se lance dans l’art naissant de la lithographie. Après avoir réalisé une planche représentant comme « Napoléon II » le duc de Reichstadt, il est traduit en cour d’assises pour « offense envers la personne du roi » (Louis-Philippe) en février 1832, mais est acquitté sur sa propre plaidoirie. Delaporte va dorénavant s'attacher à donner des gages de bonne conduite : on le retrouve en octobre 1832 dans La Charge, journal satirique discrètement subventionné par la monarchie pour contrer les attaques de journaux d'opposition comme La Caricature et Le Charivari. Dessinateur unique, mais anonyme de cette feuille hebdomadaire qui n’aura que seize mois d’existence, il réalise une lithographie par numéro . 
À partir de 1833, il se fait une spécialité des «diableries» en ombres chinoises d'inspiration romantique, d'abord dans La Charge, puis dans une série d’au moins sept planches intitulée « Lanterne magique ». Suivent, en 1835 et 1836, deux versions d’un Alphabet diabolique lui aussi en ombres chinoises, et surtout la Clef des songes. Avec 110 images de rêves, cette suite étonnante, surréaliste avant la lettre, est le plus vaste ensemble jamais réalisé par Delaporte, et sans doute son chef-d’œuvre de lithographe.
Le moment où les ombres envahissent les lithographies de Delaporte coïncide avec les débuts d’une mystérieuse maladie des yeux (probablement un glaucome) qui va le rendre peu à peu presque aveugle et le contraindre à abandonner le dessin en 1836. 
Dépourvu de ressources, il s’obstine à écrire sans y voir, y réussit en guidant sa main au moyen d’une ficelle à nœuds et commence à rédiger des vaudevilles, le plus souvent en collaboration avec un autre auteur. Ses pièces ont été représentées sur les plus grandes scènes parisiennes du XIXe siècle : Théâtre des Folies-Dramatiques, Théâtre du Palais-Royal, Théâtre des Variétés, etc. 

## Œuvres graphiques
- Lanterne magique, série d'au moins sept lithographies en ombres chinoises, 1833
- Alphabet diabolique, une planches en ombres chinoises, 1835
- Alphabet diabolique, deux planches en ombres chinoises, 1836
- Alphabet grotesque, deux planches, 1836
- La Clef des songes, série de 110 lithographies en ombres chinoises, 1836 (édité pour la première fois sous forme de livre par les éditions Prairial, 2020)

## Œuvres théâtrales
- La Fille de l'air dans son ménage, vaudeville-féerie en 1 acte, avec Honoré, 1837
- Le Cousin du Pérou, comédie-vaudeville en 2 actes, avec Lubize et Théodore Muret, 1837
- Le Parisien, comédie-vaudeville en 1 acte, 1837
- Argentine, comédie en 2 actes, mêlée de couplets, avec Dupeuty et Gabriel de Lurieu, 1839
- L'Amour d'un ouvrier, drame-vaudeville en 2 actes, avec Hippolyte Lévesque, 1839
- La Bergère d'Ivry, drame-vaudeville en 5 actes, avec de Lurieu, 1839
- L'Argent, la gloire et les femmes,  vaudeville à spectacle, en quatre actes et cinq tableaux, avec Cogniard frères, 1840
- L'Andalouse de Paris, vaudeville en 1 acte, avec Louis Bergeron, 1840
- La Mère Godichon, vaudeville en 3 actes, avec Lubize, 1840
- Job l'afficheur, vaudeville en 2 actes, avec Cogniard Frères, 1840
- Pile ou face, vaudeville en 2 actes, avec Lubize, 1840
- Les Amours de Psyché, pièce fantastique, mêlée de chant, en 3 actes et 10 tableaux ; précédée de l'Olympe, prologue, avec Charles Dupeuty, 1841
- Un premier ténor, folie-vaudeville en 1 acte, 1841
- Les Comédiens et les Marionnettes, vaudeville en 2 actes, avec Dupeuty, 1842
- Un ménage de garçon, comédie-vaudeville en 1 acte, avec Laurençot, 1842
- Colin-Tampon, vaudeville en 1 acte, avec Adolphe d'Ennery, 1844
- Estelle et Némorin, pastorale bouffonne en 2 actes, mêlée de chants, avec Charles Potier, 1844
- Un tribunal de femmes, vaudeville en 1 acte, avec Laurençot, 1844
- Le Diable à quatre, vaudeville-féerie en 3 actes, avec Ernest Jaime, 1845
- Les Amours de Monsieur et Madame Denis, comédie vaudeville en 2 actes, avec Anicet Bourgeois, 1845
- Cabrion ! ou les Infortunes de Pipelet, folie-vaudeville en 1 acte, 1845
- La Fille à Nicolas, comédie-vaudeville en 3 actes, avec Laurençot, 1845
- La Samaritaine, vaudeville en 1 acte, avec de Lurieu, 1845
- Henri IV, drame historique en 3 actes, 16 tableaux et prologue, avec Amable de Saint-Hilaire, 1846
- La Nouvelle Héloïse, drame en 3 actes, mêlés de chant, avec Jacques-Arsène-François-Polycarpe Ancelot, 1846
- Ah ! que l'amour est agréable !, vaudeville en 5 tableaux, avec Hippolyte-Jules Demolière et Charles Henri Ladislas Laurençot, 1847
- Les Femmes de Paris, ou l'Homme de loisir, drame en 5 actes, en prose, précédé de Un duel sans témoins, prologue, avec Virginie Ancelot, 1848
- Chodruc-Duclos, ou l'Homme à la longue barbe, mélodrame en 5 actes et 8 tableaux, avec Alphonse Royer et Gustave Vaez, 1850
- L'Île des bêtises, vaudeville-revue de 1849, en 3 actes et 5 tableaux, avec Honoré, 1850
- Le Raisin malade, folie fantastique en 1 acte, mêlée de couplets, 1850
- Les Quenouilles de verre, féerie-vaudeville en 3 actes et 8 tableaux, avec Maurice Alhoy, 1851
- La Femme de ménage, ou la Tabatière de Polichinelle, vaudeville en 1 acte, 1851
- La Course au plaisir, revue de 1851, en 2 actes et 3 tableaux, avec Gaston de Montheau et Théodore Muret, 1851
- Les Reines des bals publics, folie-vaudeville en 1 acte, avec de Montheau, 1852
- La Fille de Madame Grégoire, vaudeville en un acte, avec de Montheau, 1853
- Un moyen dangereux, comédie en 1 acte, mêlée de chant, avec Jean-François-Alfred Bayard, 1854
- Les Papillons et la Chandelle, vaudeville en 1 acte, 1854
- Le Bois de Boulogne, revue-féerique, mêlée de couplets, en deux actes et cinq tableaux, avec Paul Duport, 1855
- Le Cousin du roi, comédie en 2 actes, mêlée de couplets, avec Laurencin, 1855
- Toinette et son carabinier, croquis musical en 1 acte, 1856
- Le Billet de faveur, comédie-vaudeville en 3 actes, avec Laurecin et Eugène Cormon, 1856
- Le Marquis d'Argentcourt, comédie-vaudeville en 3 actes, avec Dupeuty, 1857
- Rose la fruitière, vaudeville en 3 actes, 1857
- Méphistophélès, saynète musicale, 1858
- La Nouvelle Hermione, comédie mêlée de couplets, en 1 acte, avec Laurencin, 1858
- Il n'y a plus de grisettes !, vaudeville en 1 acte, avec Laurencin, 1859
- Le Masque de velours, vaudeville en 2 actes, 1859
- Les Trois Fils de Cadet-Roussel, comédie-vaudeville en trois actes, avec Laurencin et Varin, 1860
- Ah ! Que l'amour est agréable !, vaudeville en 5 actes, avec Varin, 1860
- Un Hercule et une jolie femme, vaudeville en 1 acte, avec Varin, 1861
- Ma sœur Mirette, comédie en 2 actes, mêlée de chant, avec Varin, 1861
- L'Auteur de la pièce, comédie-vaudeville en 1 acte, avec Varin, 1862
- Monsieur et Madame Denis, opéra-comique en 1 acte, avec Laurencin, musique de Jacques Offenbach, 1862
- La Comtesse Mimi, comédie en 3 actes, avec Varin, 1862
- Un ténor pour tout faire !, opérette en 1 acte, avec Varin, 1863
- Une femme qui bat son gendre, comédie-vaudeville en 1 acte, avec Varin, 1864
- Une femme, un melon et un horloger !, vaudeville en 1 acte, avec Varin, 1864
- Les Ficelles de Montempoivre, vaudeville en 3 actes, avec Varin, 1864
- Les Filles mal gardées, comédie en 3 actes, avec Varin, 1865
- Le Sommeil de l'innocence, comédie-vaudeville en 1 acte, avec Varin, 1865
- La Bande noire, drame en 7 actes, avec Paul Foucher et Auguste Delaporte, 1866
- Le Baudet perdu, paysannerie en 1 acte, avec Varin, 1866
- Madame Ajax, pièce en 3 actes, avec Varin, 1866
- L'Ange de mes rêves !, vaudeville en 3 actes, avec Varin, 1867
- Ces Scélérates de bonnes, vaudeville en 3 actes, avec Laurencin, 1867
- La Dame aux giroflées, comédie-vaudeville en 1 acte, avec Varin, 1867
- Le Dernier des Gaillard, vaudeville en 1 acte, avec Varin, 1867
- Madame Pot-au-feu, comédie-vaudeville en 1 acte, avec Varin, 1869